# Neptis meridionalis
Neptis meridionalis är en fjärilsart som beskrevs av Talbot 1932. Neptis meridionalis ingår i släktet Neptis och familjen praktfjärilar. Inga underarter finns listade i Catalogue of Life.